# Estación de Balmori
Balmori es un apeadero ferroviario situado en el municipio español de Llanes en el Principado de Asturias. Forma parte de la red de vía estrecha operada por Renfe Operadora a través su división comercial Renfe Cercanías AM. Cuenta con servicios regionales.

## Situación ferroviaria
La estación se encuentra en el punto kilométrico 423,4 de la línea férrea de ancho métrico que une Oviedo con Santander, entre las estaciones de Posada y de Celorio, a 31 metros de altitud. El tramo es de vía única y no está electrificado.

## Historia
Aunque situada en el tramo Arriondas-Llanes abierto por los Compañía de los Ferrocarriles Económicos de Asturias el 20 de julio de 1905 no se dispuso de ninguna parada en el lugar. Su creación es posterior para dar servicio al núcleo urbano cercano.

## Servicios ferroviarios

### Regionales
Los trenes regionales que unen Oviedo y Santander tienen parada en la estación, a razón de 2 trenes por trayecto y sentido. También tiene parada el servicio Oviedo-Llanes, con la misma frecuencia.
| Línea | Origen/Destino | Paradas intermedias | Destino/Origen |
| ----- | -------------- | --- | -------------- |
|       | Oviedo         | La Corredoria · Parque Principado · Colloto · Meres · Fonciello · El Berrón · La Carrera · Pola de Siero · Los Corros · Lieres · El Remedio · Llames · Nava · Fuente Santa · Ceceda · Carancos · Pintueles · Infiesto · Infiesto-Apeadero · Villamayor · Sebares · Soto de Dueñas · Ozanes · Policlínico de Arriondas · Arriondas · Fuentes · Toraño · Cuevas · Llovio · Ribadesella · Camango · Belmonte · Nueva · Villahormes · Posada · Balmori · Celorio · Poo · Llanes · San Roque del Acebal · Vidiago · Pendueles · Colombres · Unquera · Pesúes · San Vicente de la Barquera · El Barcenal · Roiz · Treceño · Cabezón de la Sal · San Pedro de Rudagüera · Puente San Miguel · Torrelavega-Centro | Santander      |